# استفان گیوارش
استفان یپر ایو گیوارش (به فرانسوی: Stéphane Pierre Yves Guivarc'h) متولد ۶ سپتامبر ۱۹۷۰ بازیکن سابق تیم ملی فوتبال فرانسه بود که در پست مهاجم بازی می‌کرد. وی برای تیم‌های باشگاهی نظیر رنجرز و نیوکاسل یونایتد نیز بازی کرده است.